# Isorno (Fluss)
Der Isorno ist ein rund 24 Kilometer langer Fluss, der in der italienischen Region Piemont entspringt und im Schweizer Kanton Tessin von links in die Melezza mündet. Er durchfliesst das Onsernonetal und entwässert ein Gebiet von rund 147 Quadratkilometern.

## Verlauf
Der Isorno entspringt am Grenzgipfel Pizzo di Madéi (2551 m ü. M.) und fliesst vorwiegend in südöstliche Richtung. Er durchfliesst den oberen Talabschnitt des Onsernonetals, der vom Rest Italiens durch Gebirge abgeschottet ist. Er vereinigt sich bei Fondo Isorno mit dem Onsernone, nimmt bei der Alpe Fondo Monfraccio den Rio Cortaccio auf und heisst gemäss Schweizer Landeskarte jetzt Rio dei Bagni bis er wenig später bei der Bagni di Craveggia die Grenze zur Schweiz erreicht. Wieder als Isorno bildet er auf einer Länge von etwa 470 Metern die Staatsgrenze zwischen Italien und der Schweiz. Weiter passiert er die über dem Fluss am Hang gelegenen Dörfer Spruga, Comologno, Corbella, Vocaglia, Crana und Russo, wo er den Hauptzufluss Ribo aufnimmt. Er fliesst weiter vorbei an Mosogno, Berzona und Loco. Bei Auressio macht er einen Bogen Richtung Süden und mündet bei Intragna in die Melezza, die wenig später in die Maggia mündet.